# Орлецы (деревня, Архангельская область)
Орлецы́ — деревня в Холмогорском районе Архангельской области. Входит в состав Матигорского сельского поселения.

## История
На левом берегу Северной Двины находится «Орлецкое городище», оставшееся от средневекового города Орлец. Напротив деревни на правом берегу Северной Двины находится посёлок Орлецы. Ранее существовали две деревни — Верхние и Нижние Орлецы.
С 2004 года по 2015 год деревня входила в состав Копачёвского сельского поселения.
Законом Архангельской области от 28 мая 2015 года № 290-17-ОЗ было упразднено муниципальное образование «Копачёвское», а деревня вошла в состав Матигорского сельского поселения.

## Население
| 2002 | 2010 | 2012 |
| ---- | ---- | ---- |
| 6    | ↘0   | →0   |